# إستبنيت
الإستبنيت هو معدن من معادن الكبريتيدات، يتكون من عنصري الكبريت والإثمد، وله الصيغة الكيميائية Sb2S3.
للمعدن لون رمادي، وهو يتبلور وفق نظام بلوري معيني قائم، ويعد الخامة الرئيسية لعنصر الإثمد في الطبيعة.
يشتق الاسم من اللغة اليونانية στίβι (ستيبي) عبر اللاتينية stibium، وفيه إشارة إلى الاسم القديم لمعدن وفلز الإثمد (الأنتيموان).

## معرض صور

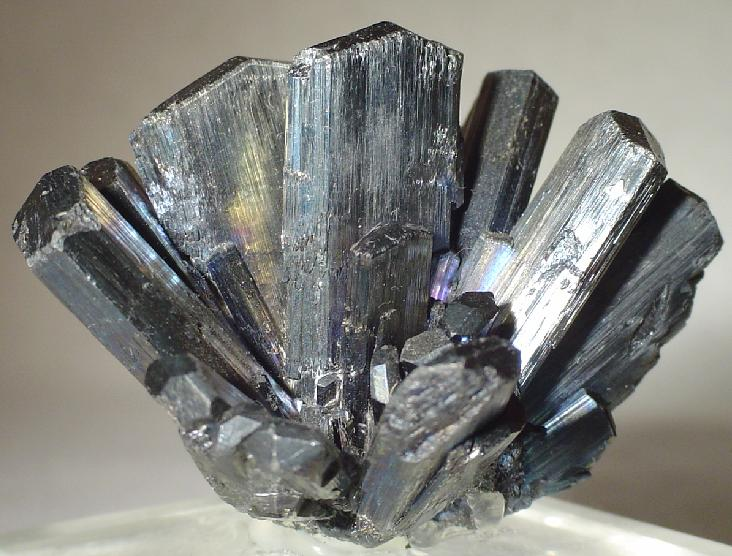
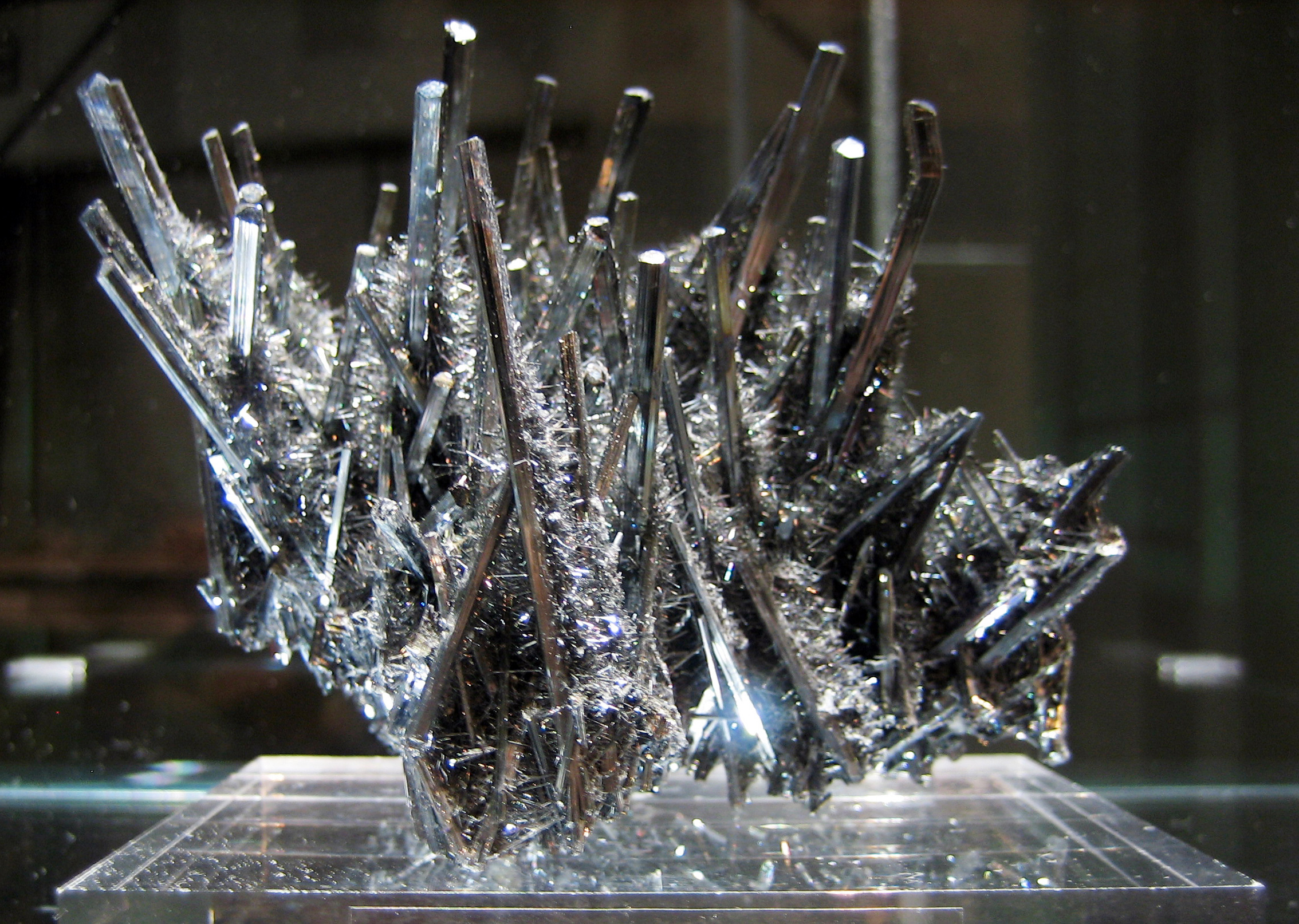
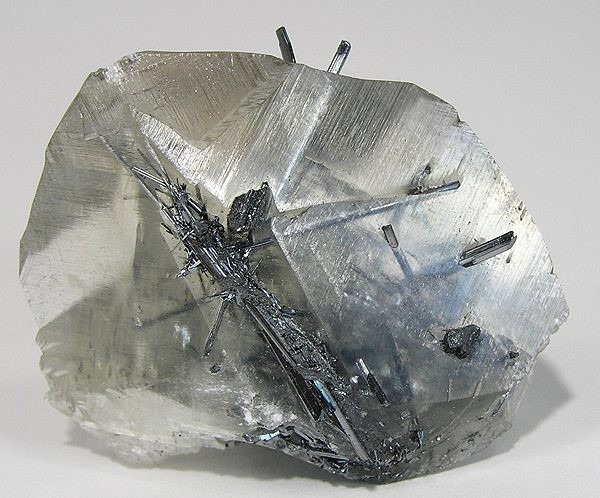